# Seznam monarchií v Americe

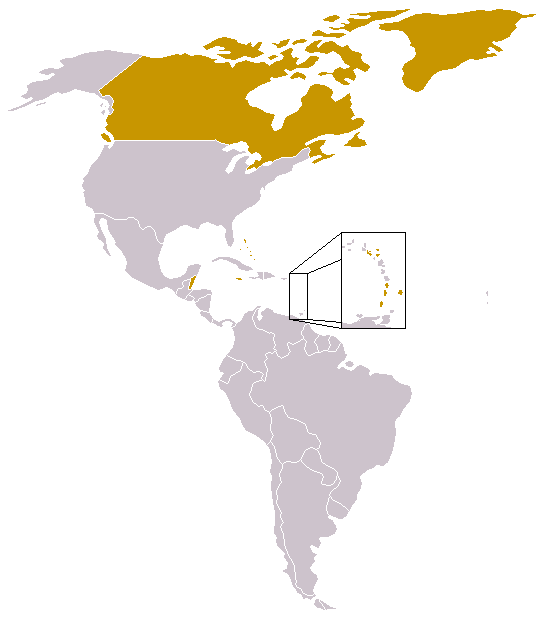
Monarchie v Americe

Toto je seznam amerických závislých/nezávislých monarchií. Ve všech případech se jedná o dědičné konstituční monarchie, ve kterých se uplatňuje princip absolutní prvorozenství - primogenitura.

## Nezávislé státy v rámciCommonwealth realm
| Stát                      | Vládne od    | Dynastie | Titul                            | Panovník   | Narozen           | Věk    | Následník               |
| ------------------------- | ------------ | -------- | -------------------------------- | ---------- | ----------------- | ------ | ----------------------- |
| Antigua a Barbuda         | 8. září 2022 | Windsor  | Král Antiguy a Barbudy           | Karel III. | 14 listopadu 1948 | 76 let | William, princ z Walesu |
| Bahamy                    | 8. září 2022 | Windsor  | Král Baham                       | Karel III. | 14 listopadu 1948 | 76 let | William, princ z Walesu |
| Belize                    | 8. září 2022 | Windsor  | Král Belize                      | Karel III. | 14 listopadu 1948 | 76 let | William, princ z Walesu |
| Kanada                    | 8. září 2022 | Windsor  | Král Kanady                      | Karel III. | 14 listopadu 1948 | 76 let | William, princ z Walesu |
| Grenada                   | 8. září 2022 | Windsor  | Král Grenady                     | Karel III. | 14 listopadu 1948 | 76 let | William, princ z Walesu |
| Jamajka                   | 8. září 2022 | Windsor  | Král Jamajky                     | Karel III. | 14 listopadu 1948 | 76 let | William, princ z Walesu |
| Svatý Kryštof a Nevis     | 8. září 2022 | Windsor  | Král Svatého Kryštofa a Nevisu   | Karel III. | 14 listopadu 1948 | 76 let | William, princ z Walesu |
| Svatá Lucie               | 8. září 2022 | Windsor  | Král Svaté Lucie                 | Karel III. | 14 listopadu 1948 | 76 let | William, princ z Walesu |
| Svatý Vincenc a Grenadiny | 8. září 2022 | Windsor  | Král Svatého Vincenta a Grenadin | Karel III. | 14 listopadu 1948 | 76 let | William, princ z Walesu |

## Závislá území
| Stát                                      | Vládne od     | Dynastie          | Titul                                                      | Panovník       | Narozen           | Věk    | Následník'                  |
| ----------------------------------------- | ------------- | ----------------- | ---------------------------------------------------------- | -------------- | ----------------- | ------ | --------------------------- |
| Anguilla                                  | 8. září 2022  | Windsor           | Král Spojeného království Velké Británie a Severního Irska | Karel III.     | 14 listopadu 1948 | 76 let | William, princ z Walesu     |
| Bermudy                                   | 8. září 2022  | Windsor           | Král Spojeného království Velké Británie a Severního Irska | Karel III.     | 14 listopadu 1948 | 76 let | William, princ z Walesu     |
| Britské Panenské ostrovy                  | 8. září 2022  | Windsor           | Král Spojeného království Velké Británie a Severního Irska | Karel III.     | 14 listopadu 1948 | 76 let | William, princ z Walesu     |
| Kajmanské ostrovy                         | 8. září 2022  | Windsor           | Král Spojeného království Velké Británie a Severního Irska | Karel III.     | 14 listopadu 1948 | 76 let | William, princ z Walesu     |
| Falklandy                                 | 8. září 2022  | Windsor           | Král Spojeného království Velké Británie a Severního Irska | Karel III.     | 14 listopadu 1948 | 76 let | William, princ z Walesu     |
| Montserrat                                | 8. září 2022  | Windsor           | Král Spojeného království Velké Británie a Severního Irska | Karel III.     | 14 listopadu 1948 | 76 let | William, princ z Walesu     |
| Jižní Georgie a Jižní Sandwichovy ostrovy | 8. září 2022  | Windsor           | Král Spojeného království Velké Británie a Severního Irska | Karel III.     | 14 listopadu 1948 | 76 let | William, princ z Walesu     |
| Turks a Caicos                            | 8. září 2022  | Windsor           | Král Spojeného království Velké Británie a Severního Irska | Karel III.     | 14 listopadu 1948 | 76 let | William, princ z Walesu     |
| Aruba                                     | 30 dubna 2013 | Oranžsko-nasavská | Král Nizozemska                                            | Vilém-Alexandr | 27 dubna 1967     | 58 let | Catharina-Amalia Nizozemská |
| Curaçao                                   | 30 dubna 2013 | Oranžsko-nasavská | Král Nizozemska                                            | Vilém-Alexandr | 27 dubna 1967     | 58 let | Catharina-Amalia Nizozemská |
| Svatý Martin (nizozemská část)            | 30 dubna 2013 | Oranžsko-nasavská | Král Nizozemska                                            | Vilém-Alexandr | 27 dubna 1967     | 58 let | Catharina-Amalia Nizozemská |
| Karibské Nizozemsko                       | 30 dubna 2013 | Oranžsko-nasavská | Král Nizozemska                                            | Vilém-Alexandr | 27 dubna 1967     | 58 let | Catharina-Amalia Nizozemská |
| Grónsko                                   | 14 ledna 2024 | Glücksburkové     | Král Dánska                                                | Frederik X.    | 26 května 1968    | 56 let | Christian Dánský            |